# 双方向クイズ 天下統一
『双方向クイズ 天下統一』（そうほうこうクイズ てんかとういつ）とは、NHKの番組たまごプロジェクトにて制作され、不定期に放送されたクイズ番組（双方向番組）である。

## 概要
地上波デジタル放送のデータ放送を最大限に活用した「双方向クイズ」番組である。
8組の出演者がそれぞれの「領地」を奪い合い、天下統一を目指して4択クイズで対戦する。ただし勝敗を決めるのは出演者の解答に加え、あらかじめ出演者の「軍勢」（チーム）に登録した視聴者全体の正解率数値である。視聴者は好きな出演者の軍勢に入り、生放送を見ながらリモコンの4色ボタンでクイズに解答する。また視聴者は、事前に同番組のデータ放送サイトに登録して予習クイズを解くことで、本番を有利にするアイテムを入手することができる。毎回約3万人以上が参加し、単発第6回では約4万5000人が解答に参加した。
2013年4月から毎月第1土曜日 0:10 - 1:10で放送される。2013年12月からは、日本で初めて「ハイブリッドキャスト」に連動した番組となる。ハイブリッドキャストで参加するためには、ハイブリッドキャストに対応したテレビとWiFi環境、Android搭載のスマートフォンもしくはタブレットが必要になる。

## 放送日時
いずれもJST基準。
単発放送
いずれも総合テレビで放送。
- 2011年8月6日：0:15 - 1:15（第1回、テーマ：アニメ）
- 2011年8月13日：0:15 - 1:15（第2回、テーマ：戦国）
- 2012年1月6日：0:15 - 1:15（第3回、テーマ：テレビゲーム）
- 2012年3月26日：0:10 - 1:10（第4回、テーマ：犬＆猫）
- 2012年4月30日：9:05 - 10:00（第5回、テーマ：動物園＆水族館）
- 2013年2月11日：0:10 - 1:10（第6回、テーマ：TV60年のヒーロー＆ヒロイン）

レギュラー放送
いずれも総合テレビで放送。
- 2013年4月6日 - 2014年3月8日：毎月第1土曜日 0:10 - 1:10[2]
2013年7月の放送は休止された。同年12月の放送は21日に放送された。2014年1月の放送は休止された。同年3月放送の第10回が最終回となった。

## 出演者

### 司会者
- 中山秀征
- 杉浦友紀（NHKアナウンサー、第1 - 3回担当）
- 田代杏子（NHKアナウンサー、第4・5回担当）
- 池田秀一（ナレーション・声の出演、第1〜4回・第6回・レギュラー放送担当）
アニメをテーマとした第1回にてシャア・アズナブル関連の問題を読み、その後そのままの流れで「下克上」「決戦」のナレーションを読んだ。第2回以降も下剋上・決戦時にはその音声が使われた。
- 神島正和（第5回担当）
- 平良亜弓（第5回担当）
- 皆藤愛子（第6回・レギュラー放送担当）
- 藤井康生（NHKアナウンサー、第6回・レギュラー放送シンギングタイム実況担当）

### 解答者（領主）
太字は天下統一を成し遂げた領主。

#### 単発
第1回「アニメ」
- 東軍
  - 総大将：カンニング竹山
  - 配下：宮崎美子、たんぽぽ、北原里英（AKB48）
- 西軍
  - 総大将：高橋みなみ（AKB48）（春日を下剋上で撃破）
  - 配下：IZAM、D☆DATE（五十嵐隼士、荒木宏文）、春日俊彰（オードリー）

第2回「戦国」
- 東軍
  - 総大将：ダイアモンド☆ユカイ（土田を下剋上で撃破）
  - 配下：宮崎美穂（AKB48）、トリンドル玲奈、土田晃之
- 西軍
  - 総大将：高城亜樹（AKB48）
  - 領主：D☆DATE（五十嵐隼士、荒木宏文）、いとうあさこ、ユージ

第3回「テレビゲーム」
- 東軍
  - 総大将：高橋名人
  - 配下：D☆DATE（堀井新太、荒木宏文）、ダイアモンド☆ユカイ、加藤夏希
- 西軍
  - 総大将：吉木りさ
  - 領主：春日俊彰（オードリー）、松本明子、里田まい

第4回「犬＆猫」
- 犬軍
  - 総大将：田中卓志（アンガールズ）
  - 配下：柴田理恵、矢口真里、ユージ
- 猫軍
  - 総大将：清水ミチコ
  - 配下：蝶野正洋、假屋崎省吾、南明奈

第5回「動物園＆水族館」
- 東軍
  - 総大将：DAIGO（下剋上で堀を撃破）
  - 配下：堀ちえみ、チャンカワイ（Wエンジン）、菊地亜美（アイドリング!!!）
- 西軍
  - 総大将：小島よしお
  - 配下：パパイヤ鈴木、安田美沙子、アヤカ・ウィルソン

第6回「TV60年のヒーロー＆ヒロイン」
- 東軍
  - 総大将：ラサール石井
  - 配下：ユージ、松本明子、平愛梨
- 西軍
  - 総大将：三浦奈保子
  - 配下：児嶋一哉（アンジャッシュ）、嗣永桃子[注 2]（Berryz工房）、スギちゃん

#### レギュラー
第1回「アイドル」
- Aブロック
  - 総大将：でんぱ組.inc（下剋上でハロプロを撃破）
  - 配下：地方アイドル（とちおとめ25、オトメ☆コーポレーション）、MAX[注 4] 、ハロプロ（モーニング娘。[注 5]、スマイレージ[注 6]）
- Bブロック
  - 総大将：風男塾
  - 配下：花の82年（松本伊代、堀ちえみ）、アイドリング!!! 、アイドル好き（吉木りさ、クロちゃん（安田大サーカス）、武井壮）

第2回「アニメ」
- Aブロック
  - 総大将：古坂大魔王・長島☆自演乙☆雄一郎
  - 配下：ベテラン声優陣（野沢雅子・古谷徹）、風男塾（武器屋桃太郎・瀬斗光黄）、椿姫彩菜・石田晴香
- Bブロック
  - 総大将：飯窪春菜・須藤茉麻（下剋上で若手声優陣を撃破）
  - 配下：若手声優陣（寿美菜子・戸松遥）、A.B.C-Z（河合郁人・五関晃一）、DAIGO・山根良顕

第3回「ペット」
- Aブロック
  - 総大将：田代さやか・谷澤恵里香（下剋上でダチョウ家を撃破）
  - 配下：ダチョウ倶楽部、A.B.C-Z（戸塚祥太・橋本良亮）、飯窪春菜（モーニング娘。）・矢島舞美（℃-ute）
- Bブロック
  - 総大将：COWCOW（下剋上でやく・八田家を撃破）
  - 配下：やくみつる・八田亜矢子、鈴村健一・森久保祥太郎、乃木坂46（高山一実・松村沙友理）

第4回「ご当地キャラ」
- Aブロック
  - 総大将：メロン熊＆嗣永桃子
  - 配下：あるくま＆小池里奈、人面石くん＆田代さやか・谷澤恵里香、せんとくん＆諏訪部順一
- Bブロック
  - 総大将：ぐんまちゃん＆つぶやきシロー（下剋上でにしこくん家を撃破）
  - 配下：ちょるる＆渡辺正行、にしこくん＆石川由依、えび〜にゃ＆塚田僚一（A.B.C-Z）

第5回「乗り物」
- Aブロック
  - 総大将：飯窪春菜（モーニング娘。）・宮崎由加（Juice=Juice）（下剋上で女性声優家を撃破。飯窪はアニメに次いで2冠達成）
  - 配下：春日俊彰（オードリー）・南明奈、女性声優（大橋彩香・田所あずさ）、男性声優（鈴村健一・森久保祥太郎）
- Bブロック
  - 総大将：つぶやきシロー・足立梨花
  - 配下：ラサール石井・三浦奈保子、A.B.C-Z（河合郁人・戸塚祥太）、バニラビーンズ

第6回「アキバ」
- Aブロック
  - 総大将：飯窪春菜（モーニング娘。）・宮崎由加（Juice=Juice）（初の連覇。飯窪は3冠達成）
  - 配下：スギちゃん・内田真礼、ファイ・ブレイン（浅沼晋太郎・清水香里）、井森美幸・有村昆
- Bブロック
  - 総大将：でんぱ組.inc（古川未鈴・最上もが）
  - 配下：ログ・ホライズン（寺島拓篤・前野智昭）、土田晃之・清水富美加、A.B.C-Z（五関晃一・塚田僚一）

第7回「ファッション」
- Aブロック
  - 総大将：嗣永桃子（Berryz工房）・鈴木愛理（℃-ute）
  - 配下：KABA.ちゃん・春香クリスティーン、デーモン閣下・伊藤かずえ、ダンディ坂野・小島よしお
- Bブロック
  - 総大将：A.B.C-Z（河合郁人・橋本良亮）
  - 配下：豊崎愛生・高垣彩陽、JOY・ユージ、篠原ともえ・くみっきー

第8回「紅白」
- Aブロック
  - 総大将：アンガールズ
  - 配下：伍代夏子・福田こうへい、林修・ビビる大木、E-girls（Ami・Aya・武藤千春・佐藤晴美）
- Bブロック
  - 総大将：A.B.C-Z（塚田僚一・戸塚祥太）（ファッションに続いて2連覇）
  - 配下：與真司郎（AAA）・山下健二郎（三代目J Soul Brothers）、渡辺正行・島崎和歌子、モー娘。OG（保田圭・吉澤ひとみ）

第9回「ゲーム」
- Aブロック
  - 総大将：野中藍・白石涼子
  - 配下：森久保祥太郎・前野智昭、石川由依・藤井ゆきよ、森田成一・細谷佳正
- Bブロック
  - 総大将：千葉繁・日髙のり子
  - 配下：逢坂良太・花江夏樹、大橋彩香・田所あずさ、置鮎龍太郎・竹内順子

第10回（最終回）「アニメ」
- Aブロック
  - 総大将：A.B.C-Z[注 9]
  - 配下：NON STYLE、乃木坂46（松村沙友理・斉藤優里）、山上兄弟
- Bブロック
  - 総大将：嗣永桃子（Berryz工房）・岡井千聖（℃-ute）
  - 配下：コント赤信号、下野紘・梶裕貴、足立梨花・椿姫彩菜・巴奎依

## ルール
基本ルール
隣り合う領地と一対一で対戦して進行する。問題は全て4択で行われ、1問ごとに各家の領主と軍勢の正解率が0.1%単位ではじき出される。各ラウンド既定問数終了後、軍勢ごとの正解率を比較、勝利した軍は敗北した軍勢を併合し、併合された軍は以降の戦いを併合された軍の軍勢として参加する。これを1回戦（8→4）・2回戦（4→2）と行い、暫定の両ブロック総大将を決定する。正解数及び領主・軍勢一方の成績が重視されるのではなく、領主の成績も視聴者1人分としてカウントされる平均正解率の勝負であるため、軍勢の多寡による有利不利は一切無く、少数精鋭が大軍を倒すということも十分に有り得る。
鞍替えタイム
単発第6回から採用。1回戦終了後（単発第6回及びレギュラー第1回では2回戦終了後も実施）、視聴者が任意で他のチームに移動できる（移動しなくても構わない）。移動数はリアルタイムで表示される。
下克上
2回戦終了後、併合された領主に与えられる最後のチャンス。併合された1ブロックあたり3家（両ブロック合わせて6家）が総大将への挑戦権を賭け対決し総大将に挑戦する1ブロックあたり1家（両ブロック合わせて2家）を決める前半と、総大将への挑戦権を得た家が下克上に挑戦する後半に分かれている。なお、前半は両ブロック同時に行われる。
前半（下克上挑戦権争奪戦）
- 単発第1 - 4回
全2問で競う。まずは1問目で3家中最も正解率の低かった家が脱落する。次に2問目で残った2家のうち正解率の高かった方が下克上挑戦権獲得となる。
- 単発第5回 - レギュラー第3回
単発第5回以降は問題数が1問になり、3家中正解数トップの領主がそのまま総大将への挑戦権を得る形式となった。
- レギュラー第4回 - 
レギュラー第4回以降はアンケート問題に変更された。領主と同じ選択肢を選んだ軍勢の割合を「シンクロ率」として算出し、それが最も高かった軍が総大将への挑戦権を獲得するという仕組みである。以下に各回のアンケート内容を示す。
  - レギュラー第4回のアンケートは、番組の新キャラクター案を4択から選ぶものであった。「シンクロ率」の説明は、この回のみ前半出題後に伝えられた。
  - レギュラー第5回は新キャラクターの名前を4つの選択肢から決めるものであった。
  - レギュラー第6回はテーマ「アキバ」にちなんだアンケートであった。
  - レギュラー第7回はテーマ「ファッション」にちなみ、次回放送で皆藤愛子が着る衣装を決めるものであった。
  - レギュラー第8回はテーマ「紅白」にちなみ、この年の紅白に初出場するE-girlsに、紅白本番でやって欲しいポーズを決めるものであった。
  - レギュラー第9回はテーマ「ゲーム」にちなみ、架空のタイトルだけを聞いて実際に自分が遊んでみたいゲームを選ぶものであった。
  - レギュラー第10回は出演者のコント赤信号のメンバーで、誰が一番アイドルでも通用するか（「誰も通用しない」という選択肢もあり）を選ぶものだった。

後半（下克上挑戦）
通常問題1問勝負で、下克上に挑戦した家が総大将より正解率が上回れば下克上成功となり、挑戦した家が総大将の座を奪取、負けた総大将は支配下となる。下回れば下克上失敗となり、総大将は変わらない。
- レギュラー第6回までは1ブロックずつ行われたが、レギュラー第7回以降では両ブロック同時に行われた。
- レギュラー第5回のBブロックで、両家の正解率が同じになるという現象が起こったが、このときは下克上失敗となった。番組上では正解率は0.1%単位でしか発表されない。

決戦
両軍による最終決戦。ルールは通常と同じだが、第1問に限り正解率TOP10の「精鋭」と両軍の総大将のみ、各11人ずつが回答する精鋭問題となる。精鋭問題含む4問の正解率が高い軍の総大将が「天下統一」となる。レギュラー第4回からは精鋭問題が無くなり3問勝負となった。

## スタジオセット
単発第1 - 3回
- 解答者席は上下2段に分かれていて、下剋上のときの司会者席を境に左右に4家ずつ配置される。
- 解答方式は四者択一ですべてパッチパネルで回答。選択すると、選択肢の色と五角形を組み合わせた図形がCGでテーブルの前に表示される。
- 解答者の右側にCGで城のミニチュアが表示されていて、併合されると消える仕組みになっている。

単発第4・5回
- 城のミニチュアに代わり、色分けされた六角形のパネルになった。併合すると、自分の家の色が増えていく。
- それ以外は前回までと同様。

単発第6回
- 解答者席をなくし、出演者が横一列に並ぶ配置となり勝ちあがると一段ずつ上がっていく方式となった。
- 解答はすべてタブレット機器で行う。
- 出演者は自分の家の盾を持っている。2回戦以降はすべて自分の家の旗がCGで後方に表示される。

## エピソード
- 単発第2回に出演した高城は決戦の最後問題以外（下剋上は参加せず）全て誤答した。それでも軍勢の力により最終決戦まで進出した。
- レギュラー第4回に出演した諏訪部はスタートから連続16問正解、22問中21問正解（正解率95.4%）のスタジオ出演者最高正解率となった（軍勢は1回戦敗退）。
- A.B.C-Zはレギュラー第2回 - 第6回まで全て1回戦敗退で下克上も挑戦権すら得られなかったが、レギュラー第7回で見事天下統一を達成した。